# Dibrova, Novîi Buh
Dibrova (în ucraineană Діброва) este un sat în comuna Vilne Zaporijjea din raionul Novîi Buh, regiunea Mîkolaiiv, Ucraina.

## Demografie
Componența lingvistică a localității Dibrova
     Ucraineană (84,62%)
     Română (10,77%)
     Rusă (4,62%)
Conform recensământului din 2001, majoritatea populației localității Dibrova era vorbitoare de ucraineană (84,62%), existând în minoritate și vorbitori de română (10,77%) și rusă (4,62%).